# Santa Maria degli Angeli e dei Martiri
Die Basilika Santa Maria degli Angeli e dei Martiri ist eine Kirche in Rom. Sie befindet sich an der Piazza della Repubblica nahe dem Hauptbahnhof Termini. Sie ist eine Titelkirche der römisch-katholischen Kirche.

## Baugeschichte
Es entbehrt nicht einer gewissen Ironie, dass S. Maria degli Angeli e Martiri auf den ehemaligen Thermen des größten Christenverfolgers Diokletian entstanden ist.

### Erste Pläne
Entwürfe, deren zentrale Aula in eine Kirche umzuwandeln, hatten schon im frühen 16. Jh. Giuliano da Sangallo und Baldassare Peruzzi vorgelegt. Diese Idee nahm 1541 Antonio Del Duca, ein sizilianischer Priester, wieder auf mit der Begründung, dass ihn in einer übernatürlichen Erscheinung Märtyrer und Engel dazu aufgefordert hätten, aus den antiken Ruinen ein Gotteshaus zu schaffen. Vergeblich versuchte er, den damaligen Papst Paul III. von der Umsetzung dieser Vision zu überzeugen. Anlässlich des Heiligen Jahres 1550 fand er bei Julius III. Gehör. Dieser erklärte sich dazu bereit, die Aula kirchlich zu weihen und gestattete ihm, vierzehn provisorische Altäre aufstellen zu lassen.

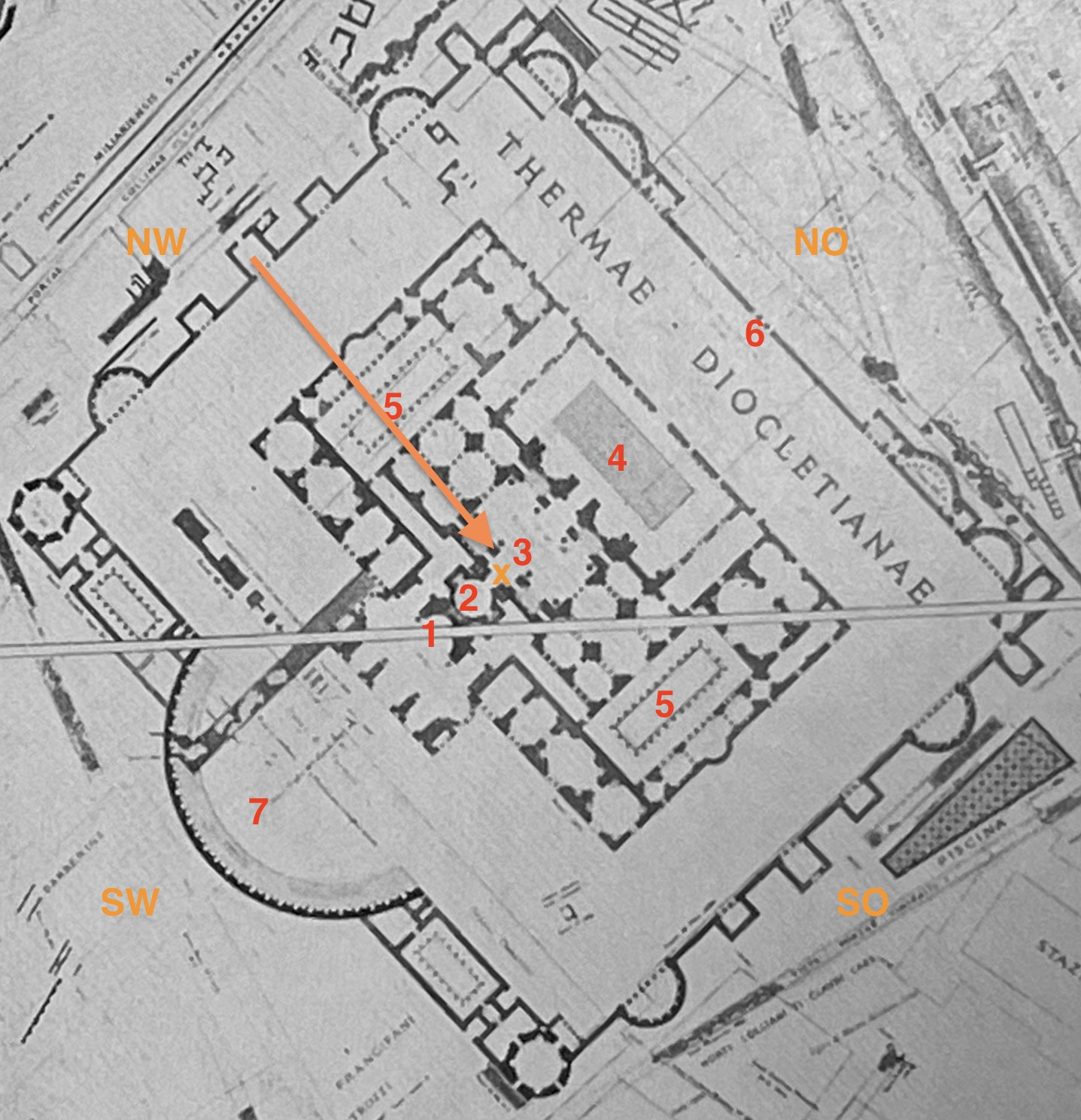
Grundriss der Diokletiansthermen von Rodolfo Lanciani ergänzt durch Antonio Del Ducas Nutzung: 1. Caldarium; 2. Tepidarium; 3. Frigidarium; 4. Natatio; 5. Palästra; 6. antiker Eingang; 7. Exedra;

Wie der mit ihm befreundete Chronist Mattia Catalani erzählt, stellte Del Duca diese innerhalb von 14 Tagen auf und malte die Namen der ihm erschienen Märtyrer auf die Säulen und Wände des Frigidariums (3).
Seinem Plan zufolge betraten die Rompilger die Diokletiansthermen im Nordwesten, wobei ihnen die dortige Palästra (5) als Eingangsbereich diente. Dann zogen sie weiter durch die von zahlreichen Seitenräumen flankierte Aula des Frigidariums bis auf die Höhe des Tepidariums (2). Bei seinem Projekt hatte Del Duca in dem 140 m langen und 50 m breiten Zentralbereich der Thermen bereits das zukünftige Langhaus vor Augen und sich damit auch schon für die Ausrichtung der zukünftigen Kirche entschieden. Sein Provisorium enthielt jedoch noch keinerlei architektonisches Konzept, ja er hatte sogar noch nicht einmal die verstreuten Trümmer der Halle entfernt. Dadurch erwies sich seine Planung als ephemer und die Anlage wurde schon kurz nach den Feierlichkeiten wieder von den Neffen des Papstes für ihre Reitschule und als Jagdgelände genutzt.

### Michelangelos Konzept
Der neue Papst hingegen, Pius IV., setzte sich gleich nach seinem Amtsantritt 1559 für eine Umwandlung des Frigidariums zur Kirche ein. Er vermachte die Thermen dem Kartäuserorden mit der Auflage, dort ein Kloster zu errichten und die Anlage instand zu halten. 1561 legte der Papst dann den Grundstein für den Altar der nach der Vision Del Ducas benannten Kirche Beatissimae Virgini et omnium Angelorum et Martyrum. Noch im selben Jahr vertraute er sein Projekt dem 86-jährigen Michelangelo an, der damals für die Bauarbeiten am neuen Petersdom verantwortlich war, und bat ihn um einen Entwurf sowie einen ungefähren Kostenvoranschlag. Möglicherweise hatte ihm Michelangelo seine Vorschläge kurz danach anlässlich einer gemeinsamen Besichtigung unterbreitet. Offensichtlich überzeugte er dabei durch sein großes Fachwissen und seinen Respekt vor den antiken Bauten, wobei er auch die Notwendigkeit von deren Sicherung und Restaurierung unterstrich.
Für ihn kamen zwei Varianten in Frage:
a) entweder die Ausrichtung Del Ducas als eindrucksvolles Langschiff zu übernehmen oder aber
b) deren Orientierung um 90° zu drehen, um die schmalere Achse mit der antiken Abfolge von Caldarium (1), Tepidarium (2), Frigidarium (3) wieder aufleben zu lassen.
Eine Drehung und Aufwertung der Längsachse allerdings, wie Michelangelo sie plante, war nur zu verwirklichen, wenn er im Nordosten einen neuen Chor anfügte (H) und den Hauptaltar der Kirche dort ansiedelte.
Diese Lösung bot den Vorteil, dass die Mönche des im Nordosten von Pius IV. geplanten Kartäuserklosters den neuen Sakralraum vom kleinen Kreuzgang im Süden (K) gut würden erreichen können ebenso wie auch die neue Sakristei im Norden mit ihrem darüber befindlichen Winterchor (l).
Also entschied sich Michelangelo für ein griechisches Kreuz und wandelte Del Ducas Längsschiff in ein Querschiff um. Das von ihm auserkorene Längsschiff hingegen akzentuierte er durch einen neuen Haupteingang in den verbliebenen Resten des Caldariums (G) gefolgt von einem kreisrunden Vestibül im Tepidarium (3).
Bei seinen architektonischen Planung war es Michelangelo immer wichtig eine harmonische Symmetrie zu erreichen, weshalb er die Maße des neuen Chores denen des Eingangsbereich anglich, wodurch es ihm gelang, ein ausgleichendes Pendant zum Vestibül zu schaffen.
Vor allem aber lag ihm daran, die Großartigkeit dieses antiken Monumentalbaus hervorzuheben und zu erhalten. So war er als erstes darauf bedacht, ihn durch Neueindeckung der Dächer vor eindringender Feuchtigkeit zu sichern. Allzu weitläufige Nebenräume trennte er vom Kern des Grundrisses ab. Außerdem beschränkte er sich darauf, die vergrauten Gewölbe mittels weißer Tünche aufzuhellen, um dadurch den einst so strahlenden Lichteffekt der zahlreichen Thermenfenster wieder aufleben zu lassen.
Auch bei seinem neuen Haupteingang entschied sich Michelangelo für eine schlichte Lösung, so dass er im Caldarium nur eine schmucklose Öffnung einbrechen ließ. Um 1675 wurde sie mit einer barocken Fassade verkleidet, die man aber 1911 wieder entfernte.
Manchen Zeitgenossen mochte Michelangelos Entscheidung für das durch sein eingestürztes Gewölbe völlig blockierte Caldarium als Haupteingang unverständlich erschienen sein, denn der bisherige Zugang Del Ducas durch die Palästra (5) war zwar auch immer noch von Trümmern übersät, doch die Besucher konnten ihn zumindest passieren.
Für Michelangelo hingegen war ausschlaggebend, dass er seinen neuen Eingang direkt an die von Pius IV. neu geplante Via Pia anbinden konnte. Dies ermöglichte ihm, den zu der Zeit noch abgelegenen Kirchenbau urbanistisch an das Zentrum Roms anzubinden, nämlich einerseits an das Kapitol, andererseits an St. Maria Maggiore, genau so, wie es später dann mit der Via Nazionale und der Via Torino erfolgte.[6]

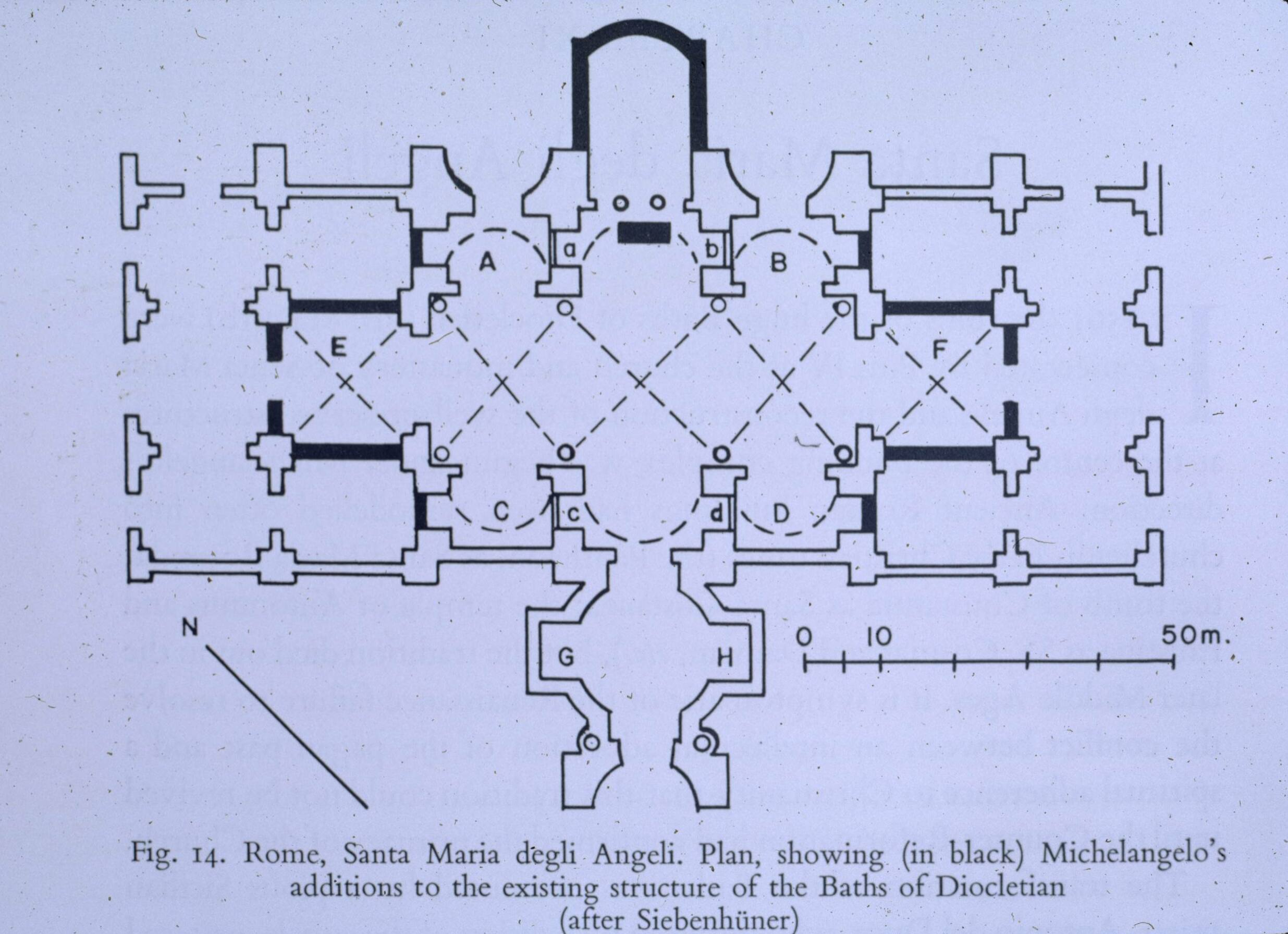
Plan von S. Maria degli Angeli nach Siebenhüner mit den von ihm vermuteten (und nicht mehr ganz aktuellen) Einbauten Michelangelos (schwarz)

Del Ducas Eingang durch die Palästra im Nordwesten blieb dennoch erhalten und wurde von Michelangelo mittels zweier Wände zum Vestibül (E) ausgebaut. Einen weiteren Zugang in identischer Form legte er am südöstlichen Ende des einstigen Frigidariums an (F).
Außerdem fügte er dem Querschiff noch die vier Seitenräume (A, B, C, D) hinzu, wodurch sich sein Kreuz zunehmend einem Zentralraum annäherte.
Von Michelangelo existieren keine Pläne. Daher hatte man in der Forschung bisher angenommen, dass sich sein Anteil an der Planung einzig auf bauliche Anregungen beschränkt hätte. Doch bereits Catalani ließ mit seiner Bemerkung: „fece da fondamenti la cappella maggiore con la tribuna“. eine grundlegendere Beteiligung vermuten. Als dann 2002 die von Cangemi publizierten Archivalien zu den Bauarbeiten erschienen, machten sie deutlich, dass diese unter Michelangelo vermutlich schon bald nach der Grundsteinlegung am 5. August 1561 entscheidend vorangetrieben wurden. So enthalten sie beachtliche Zahlungen für Gesimse, Kapitelle und ein Papstwappen, weshalb man annehmen darf, dass der neue Chor noch zu Lebzeiten Michelangelos kurz vor seiner Vollendung stand, denn bereits 1565, wenige Monate nach seinem Tod, war er schon fertig überwölbt.
Wie grundlegend Michelangelo diesen einzigen von ihm neu gebauten Annex stilistisch prägte, machen die Untersuchungen Satzingers deutlich. Offensichtlich handelte es sich um einen leicht erhöhten, langgezogenen und von kleinen Rechteckfenstern belichteten Saal, mit schlichten, ungegliederten Wänden und darüber einem Tonnengewölbe. Über weitere Stufen erreichte man den Hochaltar im polygonalen Chorabschluss mit einem für den Künstler einst signifikanten, später abgewandelten Gewölbe und seinen noch heute erhaltenen Fenstern.

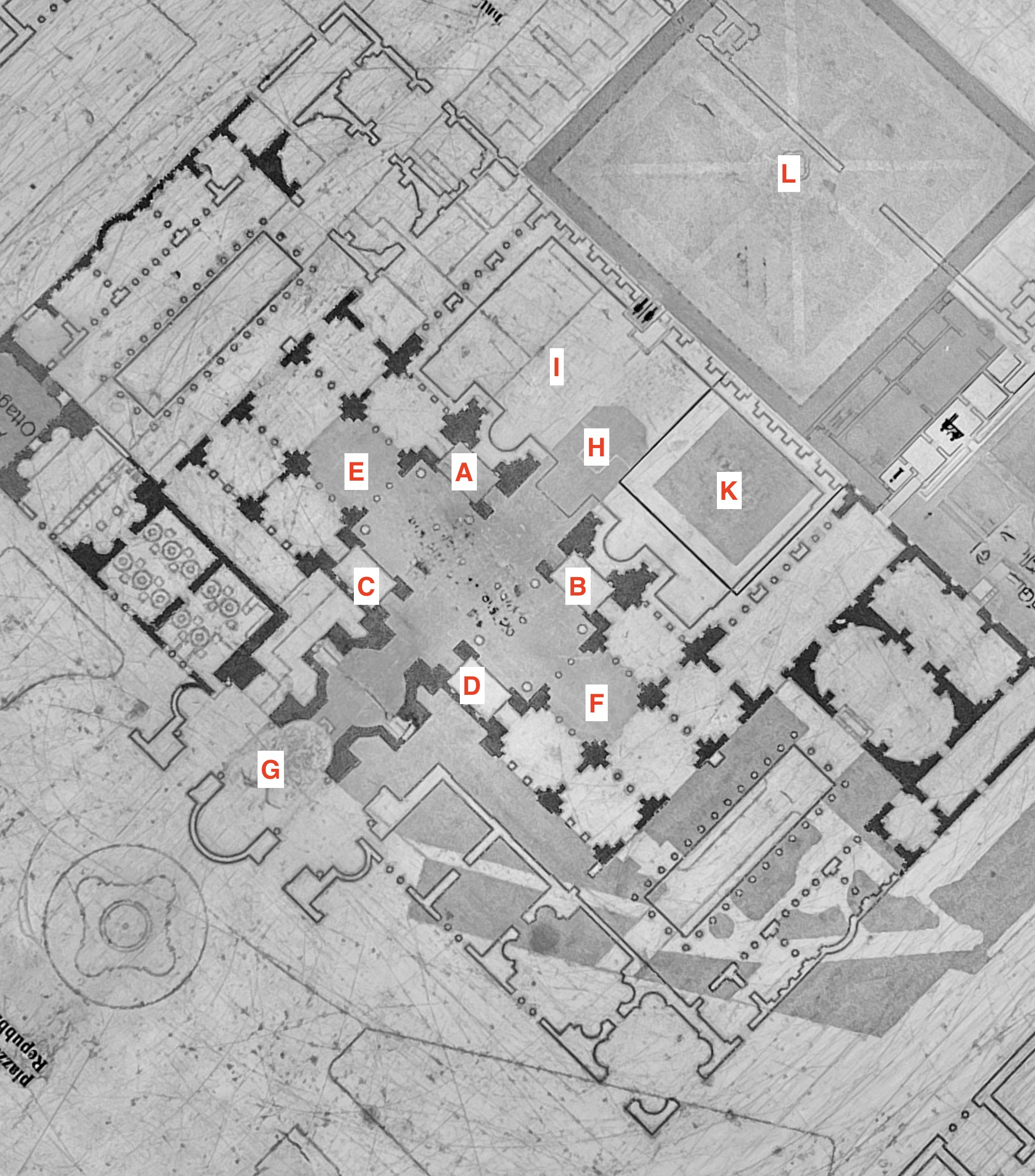
Umgestaltung nach Michelangelos Tod: A–D Annexräume, E–F Eingänge, H Chor, I Bereich der Sakristei und des Winterchors, K kleiner Kreuzgang, L großer Kreuzgang

Lange war man der Ansicht, dass sich der Hochaltar nicht im Polygon, hinterfangen von zwei antiken Säulen, sondern am Choransatz befunden habe, wie man es noch auf Siebenhüners Plan eingezeichnet findet. Dabei hatte es sich aber, wie Satzinger belegt, nur um ein Provisorium gehandelt, das noch bis 1596 bestand, die zwei aber Säulen waren schon weit früher dem Spolienraub anheim gefallen.

### Spätere Umbauten
Nach dem Tod Michelangelos 1565 blieben die Arbeiten weitgehend stecken, da der anschließend regierende Pius V. die Verwendung heidnischer Bauten für Kirchen nicht billigen wollte. Anders verhielt sich Gregor XIII., der angesichts des Heiligen Jahres 1575 eine entscheidende Überformung von Michelangelos Projekt vornahm, was der antiken Anlage ihre Großzügigkeit raubte. So verengte er den Eingangsbereich (G), indem er die Achse zum Altar mit sechs Kapellen verbaute. 
Anfang des 18. Jhs. verwandelten weitere Umbauarbeiten das nordwestliche Vestibül (E) in eine Kapelle des Hl. Bruno.

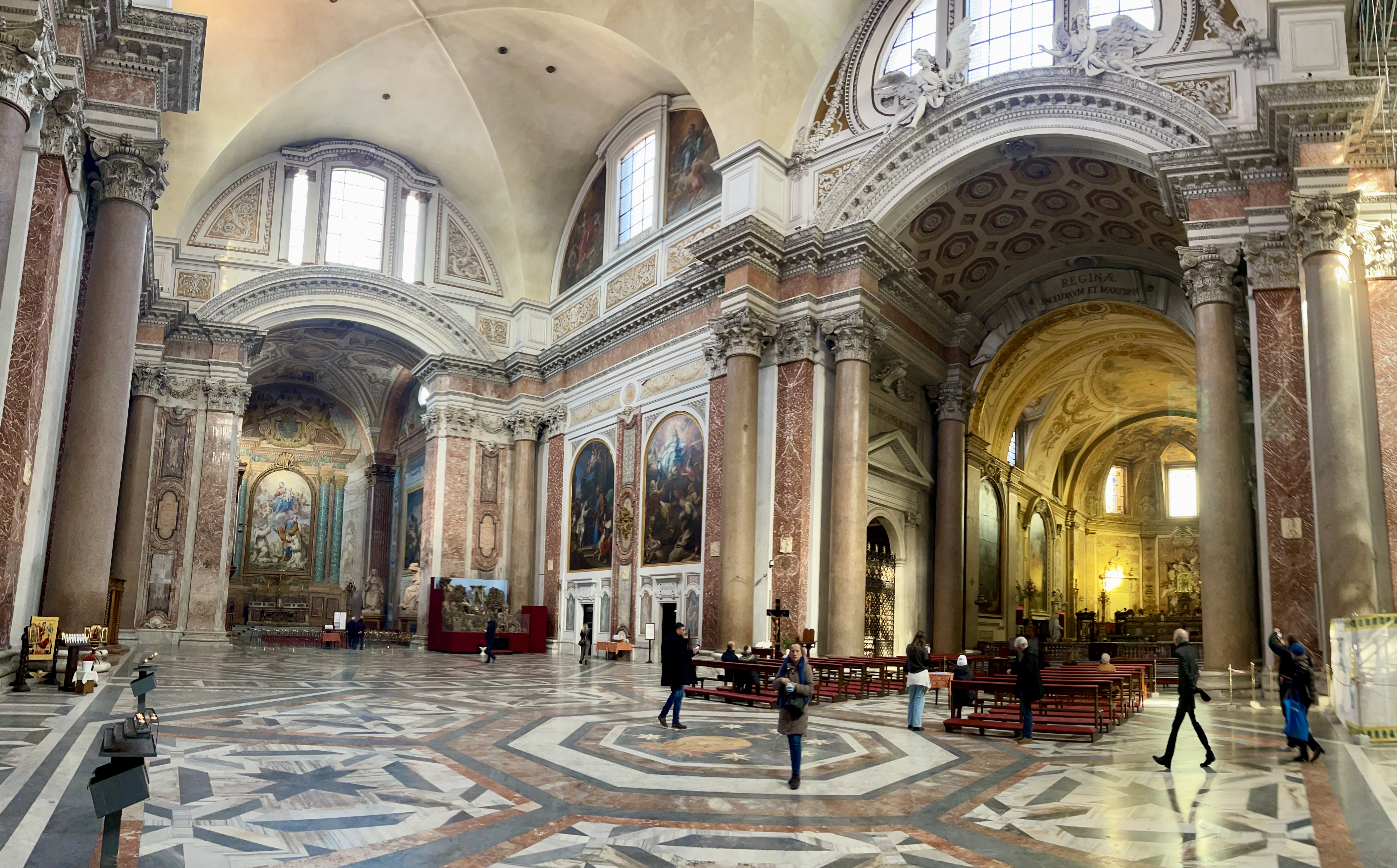
Blick in das linke Querschiff, einst Frigidarium der Thermen, und den später ergänzten Chor der Kirche

Dann nahm Luigi Vanvitelli hinsichtlich des Heiligen Jahres ab 1748 weitere grundlegende Veränderungen entsprechend dem damaligen Zeitgeschmack vor:
Um Wände zur Unterbringung der von den Bauarbeiten gefährdeten Altarbilder aus Alt-St.Peter zu gewinnen, verschloss er die von Michelangelo als Kapellen vorgesehenen Raumteile (A, B, C, D), wodurch aus dessen Zentralbau wiederum ein griechisches Kreuz entstand.
Den einstigen Eingang Del Ducas (F) wandelte er in eine Kapelle für den selig gesprochenen Niccolò Albergati um.
In Michelangelos einst schlicht und weiß gehaltenem Bau verringerte er den Lichteinfall durch verkleinerte Fenster und ließ einen bunten Marmorboden verlegen, der die Säulen wegen ihrer neuen Basen optisch verkürzte. Schlussendlich verband er die antiken Säulen und die von ihm in der Längsachse neu gemauerten Kolossalsäulen, indem er sie in seine opulente, mit bunt stuckierten Segmentbögen rhythmisierte Wanddekoration integrierte.
Bedenkt man nach all diesen Baumaßnahmen die starke Reduktion des Lichteinfalls in der Kirche, die optisch zweimal erfolgte Verkürzung der Säulen, die überladene Wandverkleidung und Ausstattung, so lässt sich die einst stille Größe dieses einzigartigen Baus vom Besucher heutzutage nur noch erahnen. 
In der Kirche sind zahlreiche bedeutende Personen der italienischen Geschichte bestattet, darunter Armando Diaz und Paolo Thaon di Revel, und die Barockmaler Salvator Rosa und Carlo Maratta.

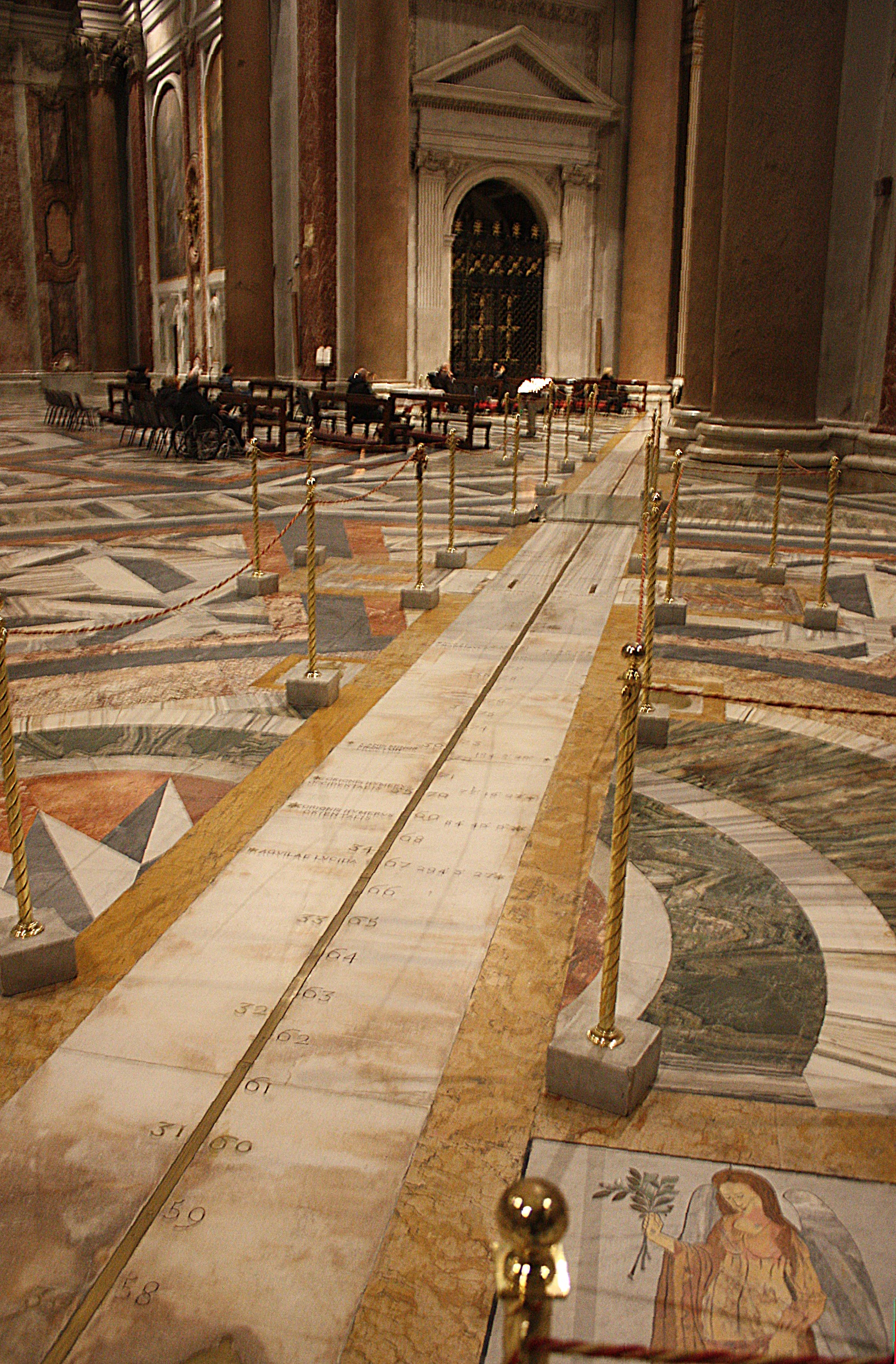
Mittagslinie „Linea Clementina“ auf dem Fußboden von Santa Maria degli Angeli

## Die Linea Clementina

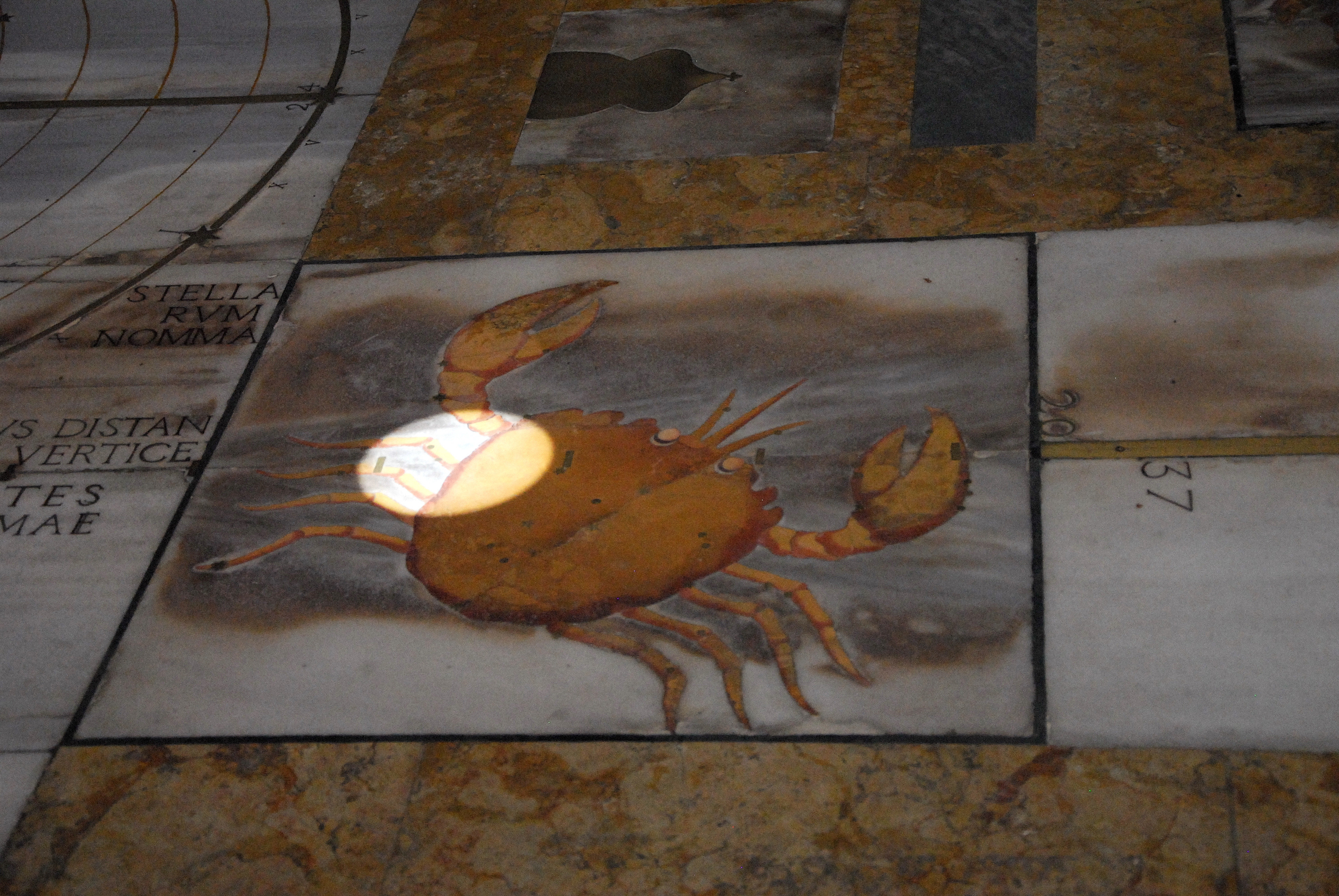
Zur Sommersonnenwende läuft der Sonnenstrahl durch den Krebs

Besonders bemerkenswert ist der mit wissenschaftlicher Genauigkeit in den Fußboden eingearbeitete Meridian. Diese knapp 45 Meter lange Bronzelinie diente als Gnomon und war ein Bezugspunkt für mathematische und astronomische Berechnungen. Sie ermöglichte es, die Tagundnachtgleiche im Frühjahr abzulesen und damit den Termin des Osterfestes zu bestimmen. Zugleich sollte sie die Zuverlässigkeit des Gregorianischen Kalenders veranschaulichen. Kurz nach seiner Wahl im Jahr 1700 hatte Papst Clemens XI. eine Kommission zur Überprüfung des Gregorianischen Kalenders eingesetzt. Deren nomineller Vorsitzender war Kardinal Enrico Noris OSA (1631–1704). Die faktische Leitung der päpstlichen Kalenderkommission samt den für das Anbringen der Mittagslinie erforderlichen Berechnungen übernahm der Mathematiker, Astronom und kanonische Sekretär Francesco Bianchini. Diese „Linea Clementina“ wurde am 6. Oktober 1702 von Papst Clemens XI. ihrer Bestimmung übergeben.

## Orgel

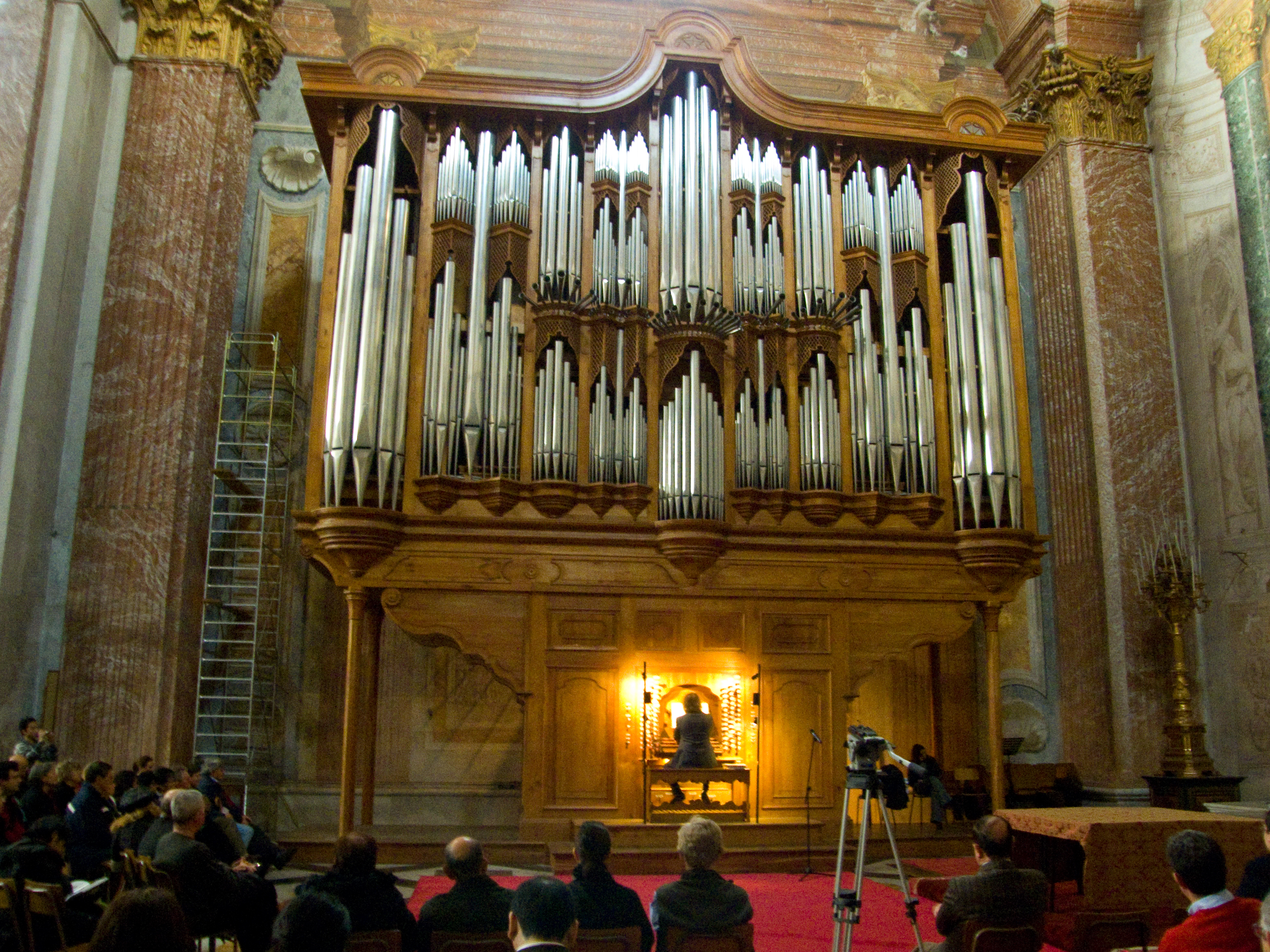
Orgel

Die Orgel wurde im Jahre 2000 von dem Orgelbauer Barthélémy Formentelli (Valpolicella, Veneto) erbaut. Das Instrument ist ein Geschenk der Römer an Papst Johannes Paul II. anlässlich des „Grande Giubileo 2000“. (Nähere Informationen zur Orgel (italienisch), siehe auch) Das Orgelgehäuse ist aus Wildkirschholz gefertigt. Es ist 12 m hoch und 11 m breit. Das Instrument hat 77 Register (5400 Pfeifen) und ein Effektregister auf vier Manualen und Pedal. Die Spiel- und Registertrakturen sind mechanisch.
| I Positivo C–e3 |                   |        |
| 1.              | Principale        | 8′     |
| 2.              | Voce umana        | 8′     |
| 3.              | Flaute di legno   | 8′     |
| 4.              | Ottava            | 4′     |
| 5.              | Flauto in VIII    | 4′     |
| 6.              | Flauto in XII     | 2 ⁄3′  |
| 7.              | Quintadecima      | 2′     |
| 8.              | Flauto in XV      | 2′     |
| 9.              | Flauto in XVII    | 1 3⁄5′ |
| 10.             | Decimanona        | 1 ⁄3′  |
| 11.             | Flauto in XIX     | 1 ⁄3′  |
| 12.             | Vigesimaseconda   | 1′     |
| 13.             | Cornetto V        |        |
| 14.             | Ripieno grave III |        |
| 15.             | Ripieno acuto II  |        |
| 16.             | Tromba            | 8′     |
| 17.             | Cromorno          | 8′     |
| 18.             | Clarone           | 4′     |
|                 | Tremolo           |        |

| II Grand'Organo C–e3 |                     |        |
| 19.                  | Principale          | 16′    |
| 20.                  | Bordone             | 8′     |
| 21.                  | Ottava              | 8′     |
| 22.                  | Flauto a fuso       | 8′     |
| 23.                  | Gran quinta         | 5 1⁄3′ |
| 24.                  | Quintadecima        | 4′     |
| 25.                  | Flauto a camino     | 4′     |
| 26.                  | Gran terza          | 3 1⁄5′ |
| 27.                  | Decimanona          | 2 ⁄3′  |
| 28.                  | Nazardo             | 2 ⁄3′  |
| 29.                  | Vigesimaseconda     | 2′     |
| 30.                  | Terza               | 1 3⁄5′ |
| 31.                  | Gran cornetto V     |        |
| 32.                  | Ripieno grave III   |        |
| 33.                  | Ripieno acuto IV    |        |
| 34.                  | Cimbalo in terza II |        |
| 35.                  | Bombarda            | 16′    |
| 36.                  | Tromba              | 8′     |
| 37.                  | Tromba giubilare    | 8′     |
| 38.                  | Clarone             | 4′     |

| III Recitativo C–e3 |                  |     |
| 39.                 | Corno camoscio   | 8′  |
| 40.                 | Flauto aperto    | 8′  |
| 41.                 | Bordone          | 8′  |
| 42.                 | Voce angelica    | 8′  |
| 43.                 | Principale       | 4′  |
| 44.                 | Flauto a cuspide | 4′  |
| 45.                 | Ottava           | 2′  |
| 46.                 | Flauto in selva  | 2′  |
| 47.                 | Flagioletto      | 1′  |
| 48.                 | Sesquialtera II  |     |
| 49.                 | Cornetto III     |     |
| 50.                 | Ripieno V        |     |
| 51.                 | Fagotto          | 16′ |
| 52.                 | Oboe             | 8′  |
| 53.                 | Salmoé/Tromba    | 8′  |
| 54.                 | Vox humana       | 8′  |
|                     | Tremolo          |     |

| IV Eco C–e3 |                   |        |
| 55.         | Flauto in eco     | 8′     |
| 56.         | Principale in eco | 4′     |
| 57.         | Nazardo           | 2 ⁄3′  |
| 58.         | Ottava            | 2′     |
| 59.         | Cornetta          | 1 3⁄5′ |
| 60.         | Ripieno III       |        |
| 61.         | Tromboncino       | 8′     |

| Pedale C–f1 |                  |     |
| 62.         | Principale       | 16′ |
| 63.         | Subbasso         | 16′ |
| 64.         | Ottava           | 8′  |
| 65.         | Flauto di legno  | 8′  |
| 66.         | Quintadecima     | 4′  |
| 67.         | Flauto a camino  | 4′  |
| 68.         | Corno di notte   | 2′  |
| 69.         | Ripieno grave V  |     |
| 70.         | Ripieno acuto VI |     |
| 71.         | Cornettone III   |     |
| 72.         | Contrabombarda   | 32′ |
| 73.         | Bombarda         | 16′ |
| 74.         | Tromba 1         | 8′  |
| 75.         | Tromba 2         | 8′  |
| 76.         | Clarone          | 4′  |
| 77.         | Piva             | 2′  |

- Koppeln: I/II, III/II, III/P
- Spielhilfen: Kombinationen, Usignolo